# Масленица (картина Кустодиева)
«Масленица» — картина российского художника Бориса Кустодиева, написанная им в 1916 году, пример ретроспективного бытового жанра.

## Описание
В картине отразились зрелищность и красота народного русского праздника, символизирующего проводы долгой зимы. Ярмарки, гулянья, балаганы увлекают Кустодиева как проявление творческой энергии народа. Картина — плод воображения художника. В ней поражает соединение панорамного пространства и ювелирно выписанных деталей. Изображение воспринимается одновременно и как реальная сцена, увиденная наяву, и как роспись лаковой шкатулки. Для воплощения красочности народного праздника мастер находит форму, близкую народному искусству. В сказочной заснеженной стране все пронизано движением: мчатся тройки, мелькают пятна ярких одежд, переливается множеством оттенков снег. Художнику одинаково дороги шатры церквей и шатры каруселей, все это — олицетворение стихии народной жизни. Энергия движения и радость бытия словно торопятся расколдовать холодное царство зимы. И все же праздничное ликование неотделимо от невольного ощущения призрачности этого мира, уходящего в прошлое.

## История
Тема масленицы, по мнению биографа художника, пользовалась такой любовь Кустодиева и по личным причинам. Сохранилось письмо его матери, которое гласит: «Твое рождение, опять, через 23 года, пришлось на масленицу. Ведь ты родился в четверг на масленицу и потому, вероятно, любишь блины».
Полотна «Масленица», «Московский трактир», «Девушка на Волге», портрет Л. Б. Боргман («Портрет г-жи Б»), «Жатва» и др. были отданы Кустодиевым на открывшуюся 28 февраля 1916 года в Петербурге очередную выставку «Мира искусства». (Сам художник уже не мог ее посетить — болезнь обострилась, и вскоре ему предстояла операция). Комиссия по покупке картин для музея Академии художеств высоко оценила «Масленицу» и приобрела ее с выставки за 1750 рублей, также приобретя «Груши» Игоря Грабаря. Однако далее случился конфликт: «с особым мнением выступил член комиссии художник Р. Берггольц, заявивший, что он против покупки для музея лубков, какими находит картины Кустодиева и Грабаря. В знак протеста Е. Лансере и Д. Кардовский вышли из состава комиссии». 22 марта 1916 года С. П. Крачковский сообщал Кустодиеву: «Репин мне писал, что он в восторге от вашей „Масленицы“».

### Варианты
Картина с изображением гуляний на масленице была написана Кустодиевым в 1916 году и в настоящее время хранится в Государственном Русском музее (Ж-4358), куда поступила в 1923 году из Академии художеств.
Авторский уменьшенный вариант того же года находится в коллекции Государственной Третьяковской галереи (Инв.11891, 62.7 х 125.2 см), куда поступила в 1929 году из Русского музея.
«Гулянье на масленицу» (1916) в декабре 2000 года было продано на аукционе русского искусства Кристис в Лондоне за 91 750 фунтов стерлингов.

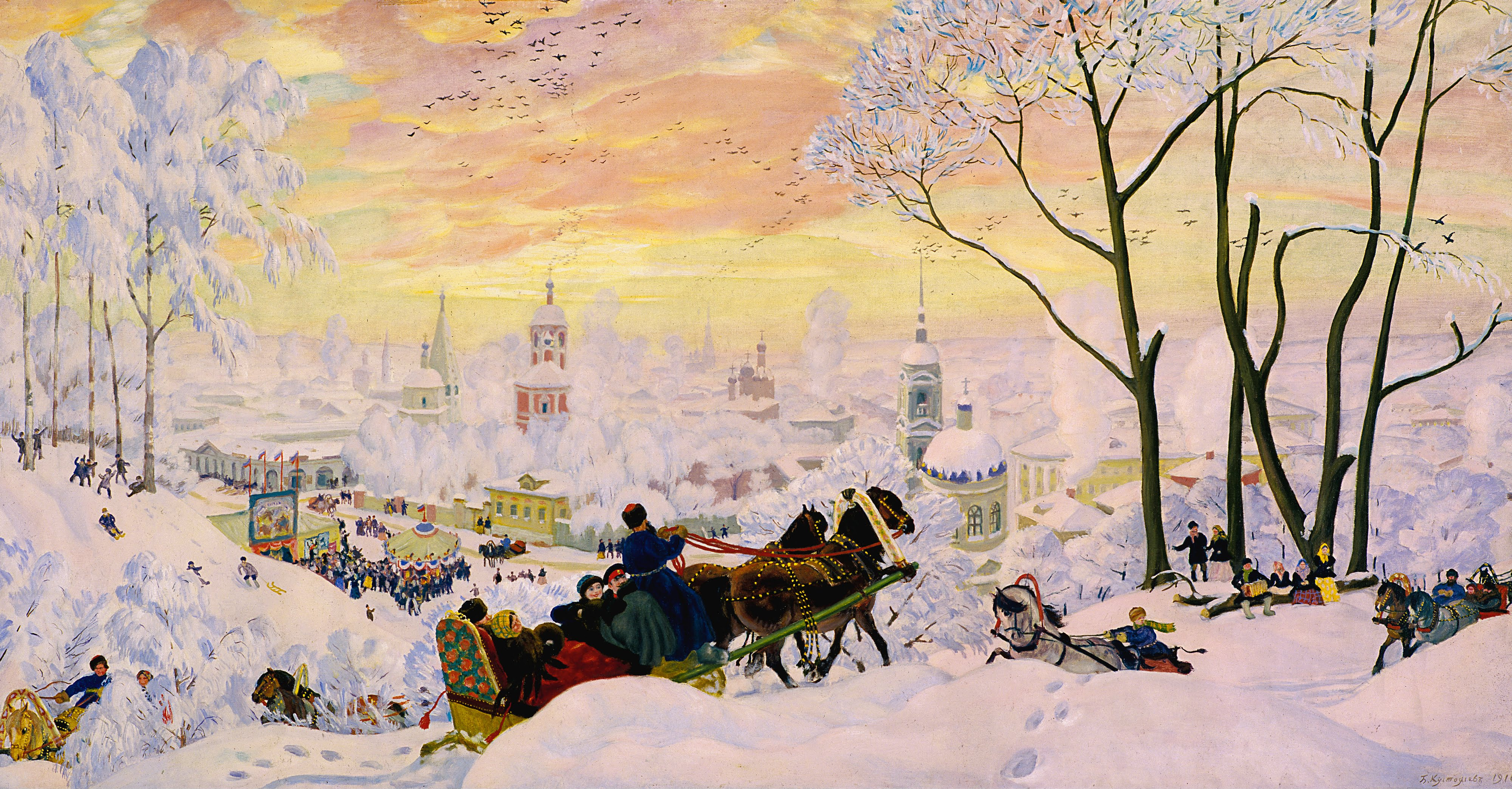
«Масленица», 1916 (ГТГ)
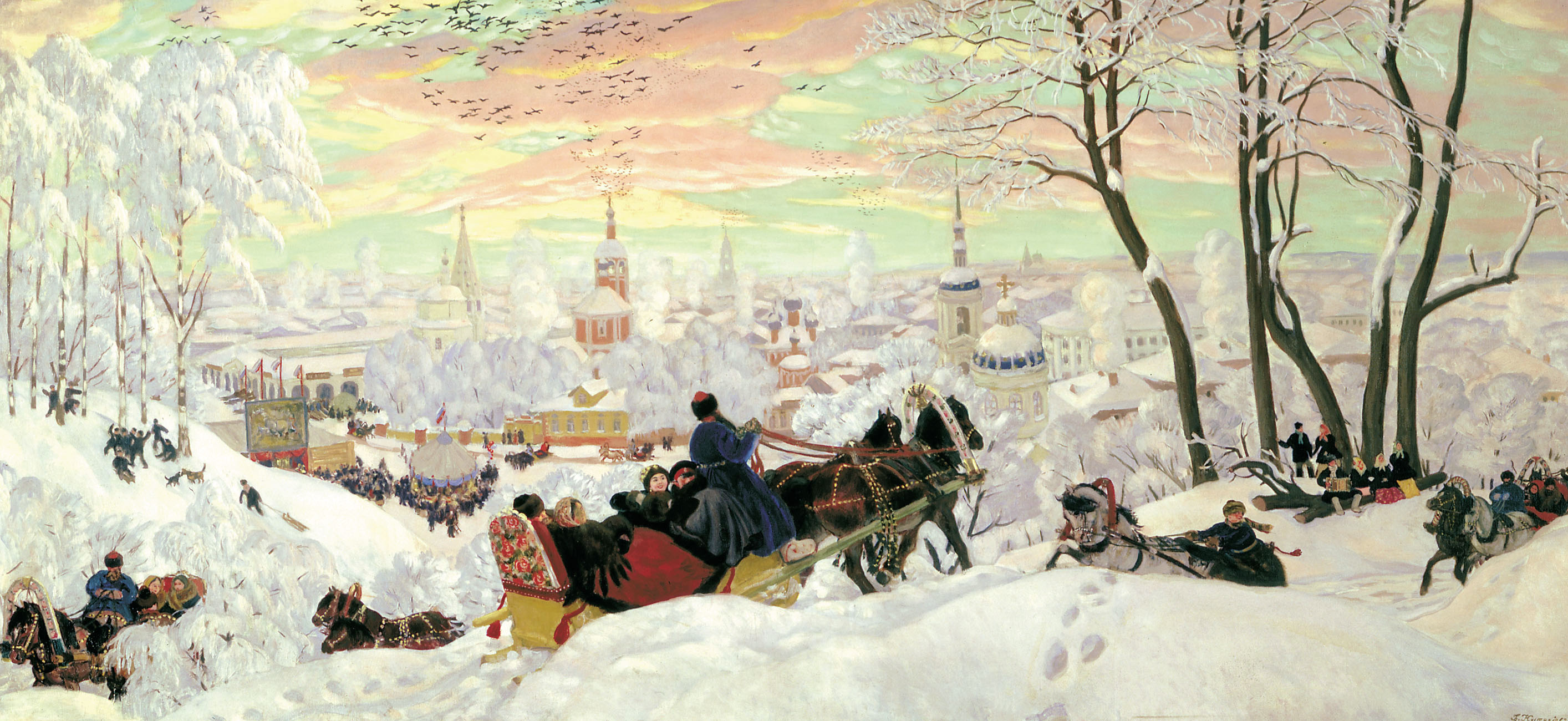
«Масленица», частная коллекция
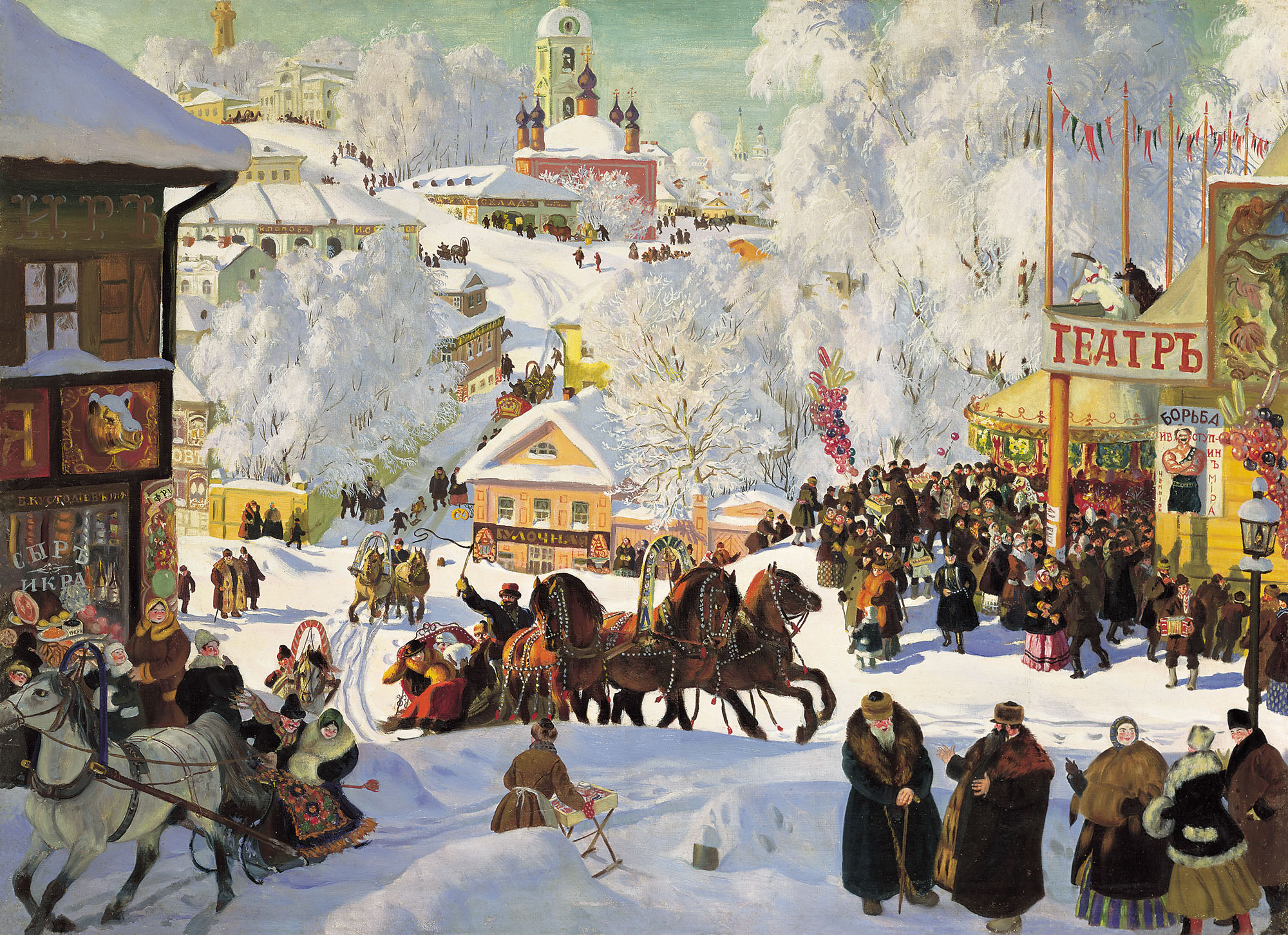
«Масленица», 1919 (Музей-квартира И. Бродского)
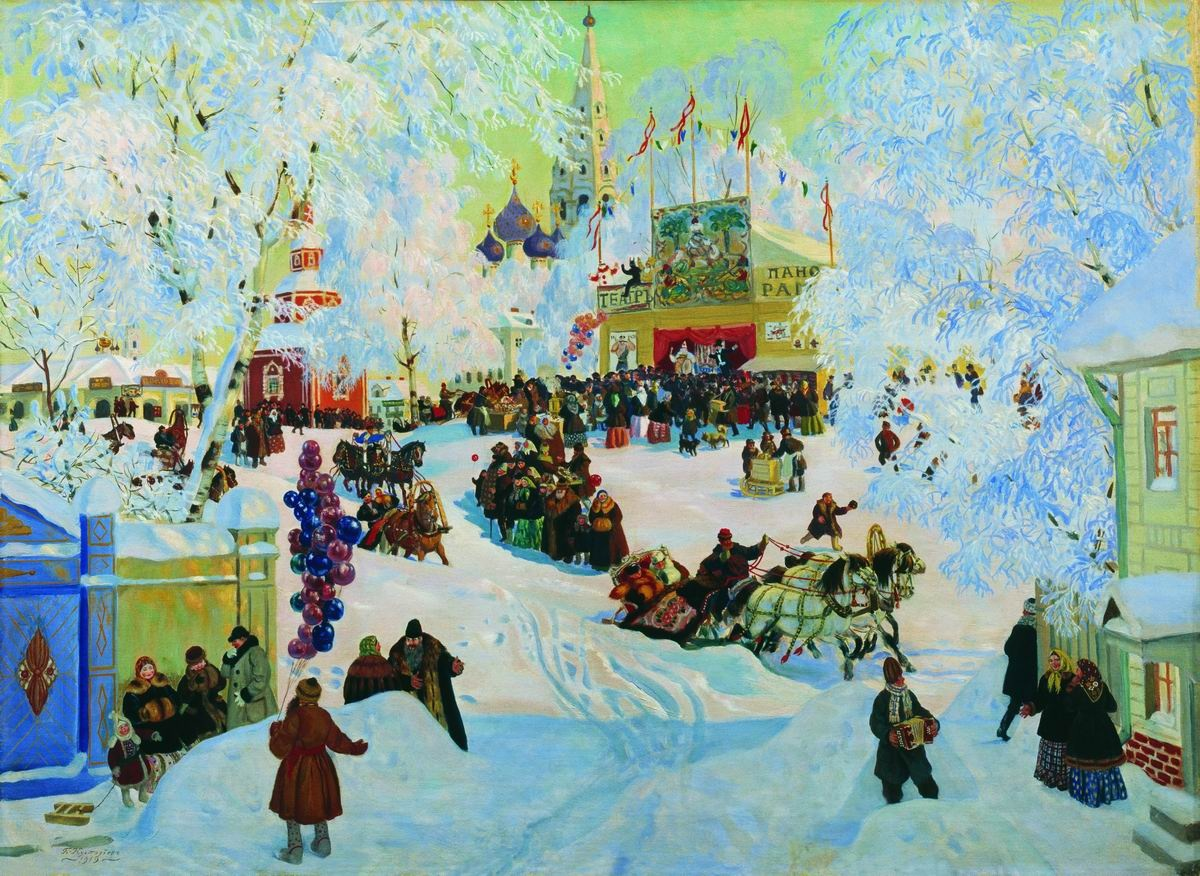
«Масленица», 1919. Национальный художественный музей Республики Беларусь, Минск
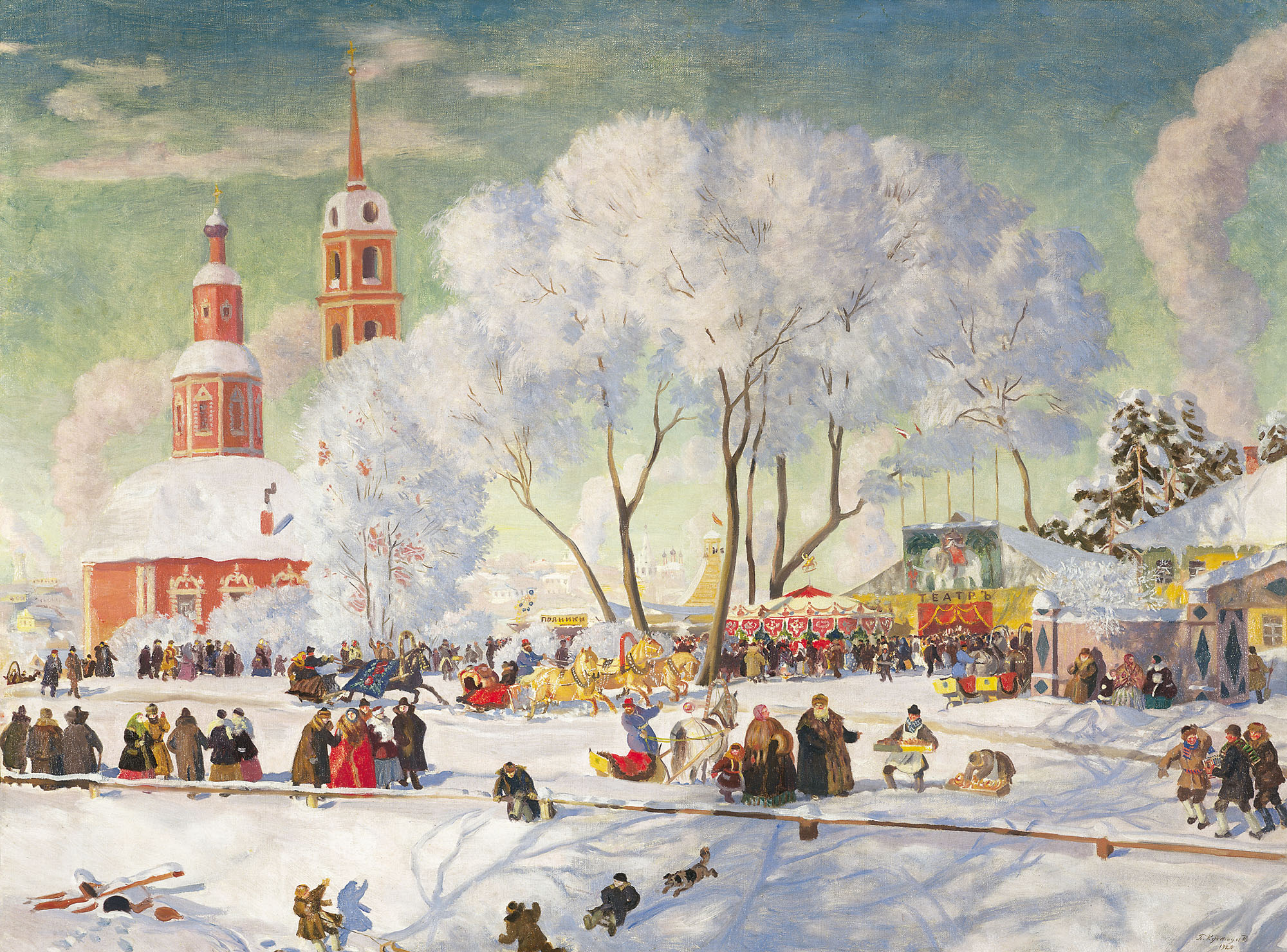
«Масленица», 1920. Санаторий «Узкое» Академии наук в Московской области.
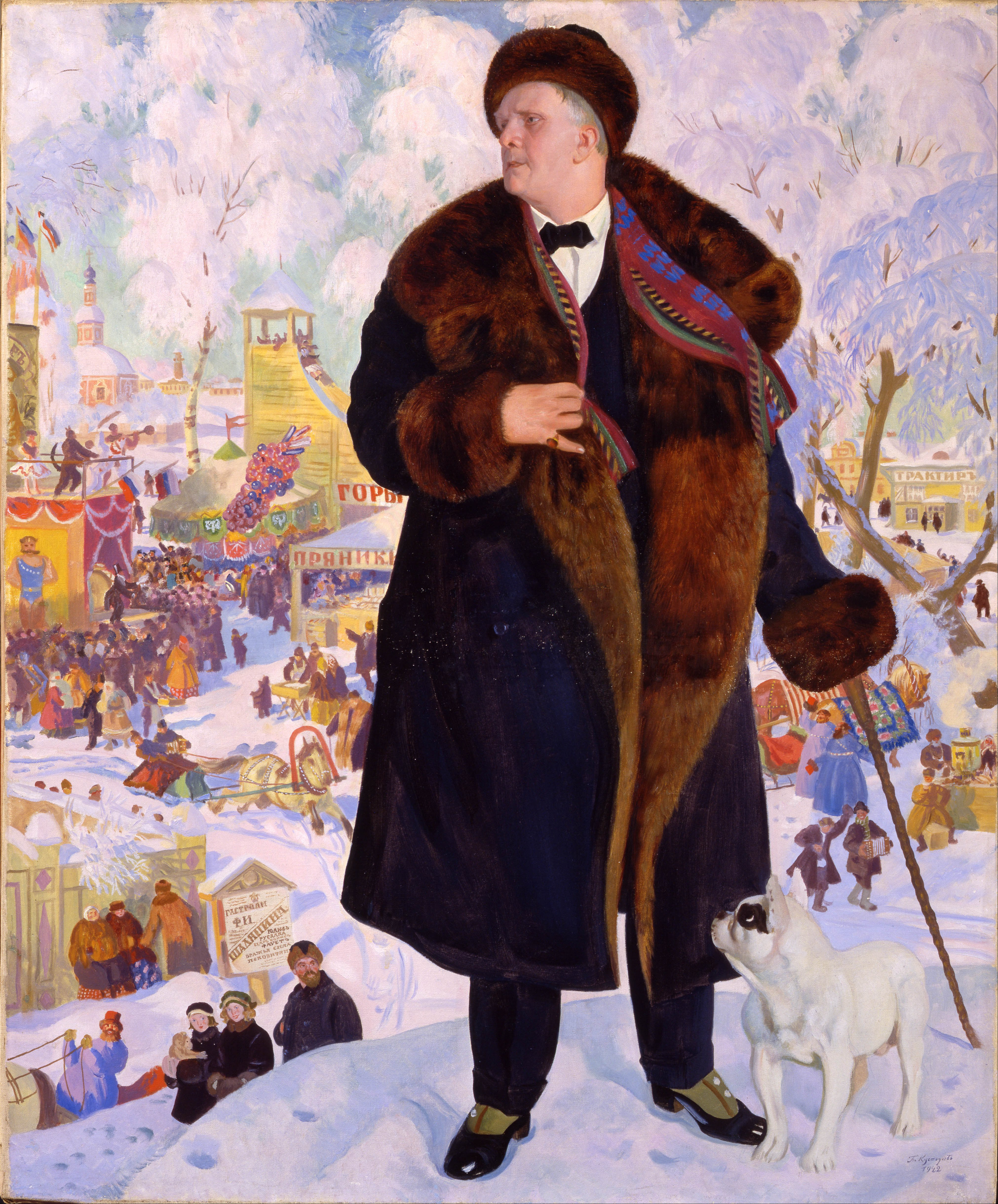
«Портрет Шаляпина», 1922 (ГРМ)

## Отражение в культуре
В 1978 году в серии «100 лет со дня рождения Б. М. Кустодиева (1878—1927)», включающей в себя 5 почтовых марок и блок, была выпущена марка с репродукцией картины «Масленица».